# زنان قاتل (مجموعه تلویزیونی آمریکایی)
زنان قاتل (انگلیسی: Killer Women) یک مجموعهٔ تلویزیونی جنایی است که در سال ۲۰۱۴ منتشر شد.

## گزیدهٔ بازیگران
- تریشا هلفر[۴][۵]
- مارک بلوکاس
- مایکل توروکو
- نیدین ولاسکز
- بث رایزگرف
- ملورا هاردین
- جفری نردلینگ
- آیشا هیندز